# Эвтаназия насекомых

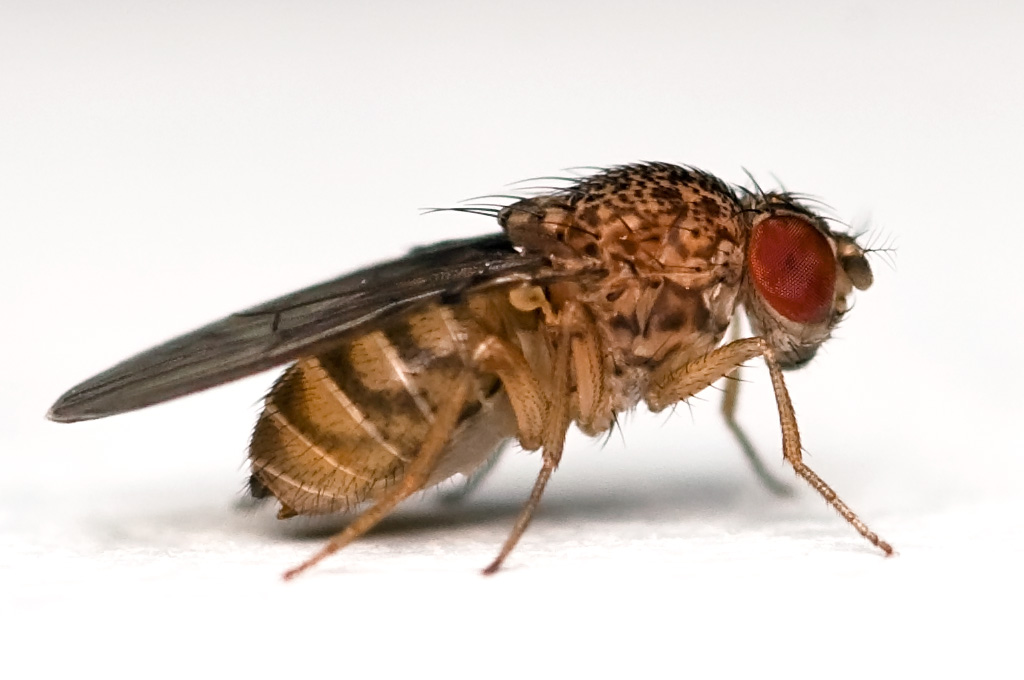
Дрозофила реплета

Эвтаназия насекомых — это процесс убийства последних «таким образом, чтобы свести к минимуму или устранить боль и страдания переживаемые насекомыми в момент усыпления»:6. Это может относиться к насекомым в лабораториях, школах, в качестве домашних животных, употребляемых в пищу(человеком или животными) или иным образом.
Эвтаназии насекомых и других беспозвоночных исторически уделялось ограниченное внимание:75. В то время как эксперименты в которых участвуют позвоночные животные обычно требуют одобрения Институционального комитета по уходу и использованию животных в Соединённых Штатах, использование беспозвоночных животных имеет несколько руководящих принципов, и во многих исследовательских работах не упоминается, как их беспозвоночные субъекты-подопытные были умерщвлены.
Многие методы эвтаназии, разработанные для позвоночных, плохо практикуются на беспозвоночных. Хотя для различных таксонов беспозвоночных был предложен ряд методов эвтаназии, многие из них не были должным образом проверены, и для выяснения этого вопроса есть необходимость в дополнительных исследованиях.

## Неопределённость в отношении разума насекомых
Ученые спорят о существовании и степени боли у беспозвоночных, включая насекомых.

Винсент Вигглсворт предлагает дать насекомым презумпцию невиновности, если они могут пострадать. Корнелия Гункель и Грегори А. Льюбарт предполагают, что «до тех пор, пока не будет получен чёткий ответ на вопрос о существовании боли и дистресса у беспозвоночных, анальгетик следует давать любому подобному животному, подвергшемуся болезненной процедуре». Джеффри А. Локвуд соглашается с этим:
Если мы воспользуемся анестезией и окажется, что насекомые не испытывают боли, то материальная цена нашей ошибки очень мала [. . . ]. Однако если мы не используем анестезию и выяснится, что насекомые были в агонии, то моральная цена нашей ошибки крайне высока.
Руководство AVMA повторяет эту точку зрения:75–76:
В то время как продолжаются споры о способности беспозвоночных ощущать боль, в особенности сознательно страдать, или иным образом быть подвергнутыми риску в котором их существование сводится к не благополучию, в Руководящих принципах предполагается, что консервативный и гуманный подход к уходу за любым существом оправдан и ожидаем обществом. Следовательно, следует использовать методы эвтаназии, которые сводят к минимуму вероятность боли и или дистресса.

## Лабораторная эвтаназия

### Рекомендуемые методы

#### Передозировка пентобарбитала
Пентобарбитал — анестетик, используемый в медицине, эвтаназии человека, эвтаназии животных и смертной казни. AVMA рекомендует передозировку пентобарбитала или аналогичных препаратов в качестве метода эвтаназии беспозвоночных. Доза может быть выбрана на уровне, сравнимом с дозой, которую дают пойкилотермным позвоночным, скорректированной пропорционально весу животного. Идеальной является инъекция в гемолимфу, но для беспозвоночных с открытой системой кровообращения может потребоваться «интрацеломическая инъекция», а не инъекция в кровеносные сосуды. Может помочь премедикация животного другим инъекционным или ингаляционным препаратом:76. 
Проверить смерть насекомого от химических инъекций сложно, поэтому часто рекомендуется после передозировки анестетика проводить физическое уничтожение. Обратите внимание, что, поскольку нервная система насекомых отличается от нервной системы позвоночных, одного обезглавливания не всегда может быть достаточно, чтобы разрушить нервную функцию.
Профессор Пир Зварт заметил, что имеющийся в продаже пентобарбитал может иметь рН от 9,5 до 11,0, что может коагулировать белок гемоцеле улитки. Это может быть болезненно для живого организма подвергаемого инъекционной процедуре.

#### Хлорид калия
Хлорид калия (KCl) является одним из трёх препаратов, обычно используемых для смертельных инъекций в Соединённых Штатах. Он вызывает гиперкалиемию, которая останавливает сердце, вызывая деполяризацию потенциалов клеточных мембран. Внутривенная инъекция KCl неприемлема для позвоночных животных, если только они не были переведены в бессознательное состояние другими способами.
Андреа Баттисон и ее коллеги предложили KCl для эвтаназии американского лобстера. Исследователи вводили раствор KCl, чтобы наполнить ионами калия (K +) синус гемолимфы, который содержит вентральный нервный тяж омара и область вокруг его надпищеводного ганглия. В нормальных условиях нейроны сохраняют отрицательный мембранный потенциал и имеют высокую внутриклеточную концентрацию K+. Когда KCl вводят в гемолимфу, внеклеточный K+ увеличивается и начинает проникать в нейроны для восстановления равновесия. Это деполяризует нейроны и генерирует потенциал действия. Последующая реполяризация блокируется высоким внутриклеточным K +, поэтому нервная система даёт сбой и предотвращается передача неблагоприятной сенсорной информации. Затем калий вызывает остановку сердца в течение 40–90 секунд как в тёплой, так и в холодной среде.
Хотя внутривенное введение KCl не является гуманным для позвоночных, исследователи в этом исследовании предполагают, что у омаров «нарушение работы ЦНС, ее способности обрабатывать и передавать сенсорную информацию и потеря сознания будут почти немедленными», потому что инъекция непосредственно нацелена на "мозг" омара. Инъекция KCl вызвала немедленное удлинение когтей и ног из-за деактивации двигательных нейронов, и исследователи предполагают, что сенсорные нейроны деградировали аналогичным образом.
Смертельная доза для этой процедуры была довольно высокой: 1 г KCl на 1 кг массы тела. Это было в 10-30 раз больше, чем необходимая доза для внутривенного умерщвления млекопитающих с помощью KCl, и это может отражать устойчивую физиологию омара. Ткани хорошо сохранились, за исключением повреждения миофибрилл в месте инъекции, что означает, что данная методика в целом пригодна для гистологического исследования.
Распространение на наземных членистоногих:

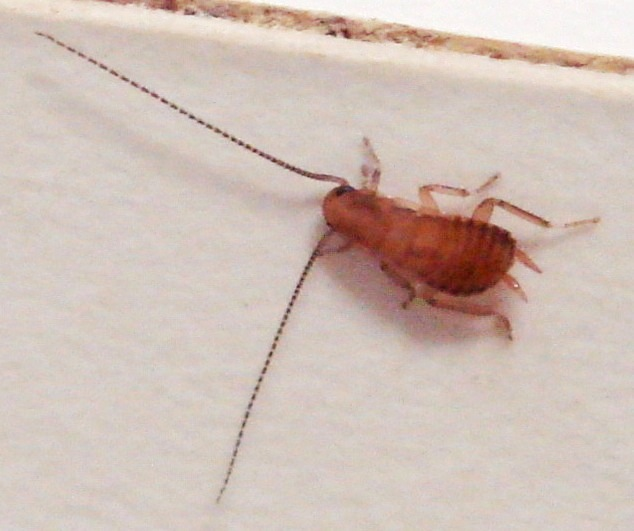
Нимфа тараканов

Neil AC Bennie и его коллеги расширили методику Battison et al. к членистоногим, таким как Blaberus giganteus, Gryllus bimaculatus и Locusta migratoria. Они составили таблицу предполагаемых мест инъекций и доз для десяти отрядов членистоногих. Исследователи предлагают название «целевой гиперкалоз» для описания процедуры введения большой дозы К+ в грудные ганглии. Преимущества этого подхода заключаются в том, что KCl дёшев, безопасен, не требует специального хранения и сохраняет образцы для большинства исследовательских целей, за исключением тех, которые касаются самой нейронной культуры. Тем не менее, этот метод трудно использовать для мелких насекомых, таких как Дрозофил св.
Рекомендуемая доза составляет 10% об/м 300 мг/мл KCl вводят между первой парой ног Blattodea, Phasmida, Orthoptera, Mantodea, Coleoptera и Diptera.

### Методы, требующие дополнительного метода эвтаназии

#### Ингаляционные анестетики
Передозировка ингаляционных анестетиков может работать на наземных беспозвоночных, таких как насекомые, но подтверждение смерти может быть затруднено, поэтому рекомендуется использовать вместе с ними другой метод эвтаназии:76. Изофлуран и севофлуран являются примерами летучих анестетиков, которые можно использовать; после этого насекомых следует уничтожить механически, например, путем раздавливания. Были разработаны системы для подачи испаряемого анестетика в минимально необходимых количествах, чтобы сделать анестезию более рентабельной.

#### Пробивка
Для прокалывания требуется достаточный анатомический опыт работы с соответствующими видами. Это не гуманно само по себе, и прибивке должны предшествовать другие средства анестезии:76.

#### Эвтаназия с помощью химических веществ
Химические вещества, такие как спирт и формалин, могут разрушить нервную ткань, но сами по себе негуманны, и им должны предшествовать другие средства анестезии:76. Этилацетат (EtOAC) или цианид натрия (NaCN) широко используются многими энтомологами в полевых химикатах в сочетании с сосудом для убийства насекомых для сбора образцов насекомых.

#### Заморозка
Замораживание иногда предлагается как метод  эвтаназии насекомых. Другие утверждают, что замораживание само по себе негуманно, и ему должны предшествовать другие средства анестезии:76. Холод сам по себе не вызывает обезболивания. Ромэин Пицци предполагает, что замораживание, хотя и распространено в «любительской литературе», подвергает ткани пауков опасности для последующего гистопатологического исследования, но не делает никаких заявлений о его влиянии на самочувствие пауков.
Рабочая группа по наземным беспозвоночным Британской и Ирландской ассоциации зоопарков и аквариумов (BIAZA) Рабочая группа по наземным беспозвоночным (TIWG) сообщает об опросе, проведённом Марком Бушеллом из учреждений BIAZA. Он обнаружил, что охлаждение и замораживание были наиболее распространёнными методами «усыпления беспозвоночных, хотя исследования показали, что это, вероятно, один из наименее этичных вариантов». Тем не менее, замораживание является наихудшим методом, если химическое или мгновенное физическое уничтожение невозможно.
Для умерщвления насекомых, помещенных в обычный морозильник, может потребоваться день или больше.

### Неопределённые методы
Углекислый газ иногда используется для эвтаназии наземных беспозвоночных, включая насекомых. Однако его эффективность неизвестна:76. Сообщается, что он вызывает судороги и возбуждённое поведение, что, вероятно, свидетельствует о дискомфорте у животных. Считается, что он не вызывает обезболивания.
Джон Э. Купер пишет: «Если процедура считается потенциально болезненной, может быть целесообразно использовать изофлюран, галотан или севофлюран, а не CO2, поскольку степень, в которой последний вызывает анальгезию у беспозвоночных, неизвестна, и его использование у позвоночных животных вызывает споры из-за опасений по поводу его воздействия на здоровье и благополучие животных»:198.

## Фермерская эвтаназия
Некоторые фермеры, выращивающие насекомых, считают, что механическое измельчение - наименее болезненный способ убить насекомых, пригодных для употребления в пищу человеком. Замораживание также широко используется для коммерческих операций по энтомофагии, хотя, как было сказано выше, ведутся горячие дисскусии о том, является ли замораживание полностью гуманным.
Многие насекомые, поедаемые людьми, запекаются, жарятся, варятся или иным образом нагреваются напрямую, без каких-либо применённых усилий по эвтаназии. Многие домашние животные едят живых насекомых, которых нельзя усыпить.